# Список персонажів «Blue Exorcist»
У цій статті наведено список персонажів манґи та аніме-серіалу Blue Exorcist.

## Головні
Рін Окумура (яп. 奥村 燐, Окумура Рін)
Сейю: Окамото Нобухіко
Головний герой сюжету. П'ятнадцятирічний син і наступник Сатани, що з'явився на світ з утроби земної жінки. Його сили при народженні були запечатані в демонічний меч Курікара (Комакен). Довгі роки Рін не знав про свою справжню сутність, проте в один з моментів меч випустив силу і Рін загорівся блакитним полум'ям, тим самим подавши знак Сатані, що той є його сином. Ріну вдається врятуватися і залишитися на землі, але ціною життя свого прийомного батька, екзорциста Шіро Фуджімото. Тоді Рін вирішує сам стати екзорцистом для чого разом з братом Юкіо вирушає до спеціальної школи, т.з. Академії істинного хреста.
Юкіо Окумура (яп. 奥村 雪男, Окумура Юкіо)
Сейю: Фукуяма Дзюн
Молодший брат-близнюк Ріна. Через те, що після народження його тіло було дуже ослаблене, приховує силу сатани, використовуючи зілля, на відміну від Ріна. Завдяки брату-напівдемону масьо для нього не стало проблемою. Юкіо з семи років таємно навчався у їх прийомного батька Шіро мистецтву екзорцизму, щоб захищати Ріна. Завдяки цьому до моменту надходження обох в Академію Істинного Хреста Юкіо вже був інструктором в школі навчання екзорцизму по предмету антидемонічної Фармакології. Багато оточуючих називають Юкіо за його знання генієм.

## Екзорцисти
Рюджі Сугуро (яп. 勝呂 竜士, Сугуро Рюджі), по прізвиську Бон
Сейю: Кадзуо Накаї
Талановитий хлопець і суперник Ріна в класі. Він — дитя Проклятого Храму, знищеного за 16 років до початку основного дії манґи. Він мріє стати найсильнішим екзорцистом, щоб перемогти Сатану і відновити Храм. Намагається отримати звання майстра як Арії, так і Драгуна.
Шіємі Моріяма (яп. 杜山 しえみ, Моріяма Шіємі)
Сейю: Кана Ханадзава
Подруга і однокласниця Ріна, який разом з Юкіо свого часу вигнав з неї демона, який вселився в її тіло. Після цього дівчина сама вирішила стати екзорцистом.
Ідзумо Камікі (яп. 神木 出雲, Камікі Ідзумо)
Сейю: Кітамура Ері
Однокласниця Ріна. Єдина, крім Шіємі, змогла закликати Фамільярі — двох бякко. Досить самовпевнена і егоїстична, але в той же час буває людянішою, ніж однокласники — так, вона першою визнала Ріна після того, як була розкрита його демонічна суть. Крім того, за допомогою своїх бякко вона змогла «згасити» одного з вчителів, коли він загорівся полум'ям Сатани.
Рендзо Шіма (яп. 志摩 廉造, Шіма Рендзо)
Сейю: Коджі Юса
Однокласник Ріна і друг Сугуро. Вони приїхали з одного храму, і його попросили піклуватися про нього. Походить з багатодітної сім'ї — є п'ятим сином, тому про нього мало хто дбає. Збирається стати Арією (піснепівцем). Моторошно боїться комах.
Конекомару Міва (яп. 三輪 子猫丸, Міва Конекомару)
Сейю: Юкі Каджі
Однокласник Ріна і друг Сугуро. Вони приїхали з одного храму, і його попросили піклуватися про нього. Не має батьків, але в дитинстві був «усиновлений» сектою «Мьо Дха». З цієї причини готовий на все, щоб захистити її. Збирається стати Арією (піснеспівцем).

## Орден Справжнього Хреста
Шіро Фуджімото (яп. 藤本 獅郎, Фуджімото Шіро:), також Отець Фуджімото
Сейю: Кейджі Фуджівара
Колишній Паладин, опікун Ріна і Юкіо, що вважався одним з найкращих екзорцистів у світі. Він був здатний впоратися з тортурами самого Сатани завдяки вольовому зусиллю, однак загинув при спробі останнього забрати в свій світ Ріна.
Фелес Мефісто (справжнє ім'я Мефістофель) (яп. メフィスト・フェレス)
Сейю: Камія Хіроші
Глава Академії Істинного Хреста, екзорцист. Разом з Амаймоном є демоном, одним із синів Сатани. Брехун, володар дару навіювання, а також відмінний стратег. Має унікальну здатність перетворюватися на маленьку собачку, використовуючи заклинання після рахунку до трьох на німецькій мові. Його ім'я є відсиланням до демону Мефистофелю.
Шюра Кіріґакуре (яп. 霧隠 シュラ, Кіріґакуре Шюра)
Сейю: Ріна Сато
Верховний екзорцист першого класу і наставниця Ріна. Отримала звання майстра під керівництвом Шіро Фуджімото. Була таємно послана Ватиканом для з'ясування ситуації, що склалася, як один з учнів на екзорциста.

## Інші персонажі
Амаймон (яп. アマイモン)
Сейю: Тецуя Какіхара
Другий син Сатани, демонічний принц Геєнни, молодший брат Мефісто. Також знаний як «Король Землі» за свої здібності маніпуляції цією структурою. Його ім'я є відсиланням до демону Амаймону.
Артур Огюст Ангел (яп. アーサー・オーギュスト・エンジェル, А:са: О:гюсуто Ендзеру)
Сейю: Оно Дайсуке
Новопризначений Паладин. Був посланий Григорієм, щоб допитати Мефісто і дістати Ріна як доказ. За словами Шюри, Артур святий зовні, але диявол усередині. Використовує демонічний меч Калібурн.
Куро (яп. クロ)
Сейю: Аяхі Такагі
Кат Ші, колишній божество-хранитель. Подружився з Фуджімото і став його фамільяром також воротарем Задніх Південних Воріт. Дізнавшись про його смерть, сказився, але, зрозумілий Ріном, визнав його новим господарем. У формі демона являє собою величезного кота з двома хвостами і рогами.